# Нихаев, Всеволод Павлович
Всеволод Павлович Нихаев (род. 4 мая 1999, Бендеры) — молдавский и российский футболист, полузащитник клуба «Дачия-Буюкань».

## Карьера
Футбольную карьеру начал в 2018 году в составе клуба «Шериф».
В 2019 году подписал контракт с клубом «Динамо-Авто».
В 2020 году перешёл в казахстанский клуб «Окжетпес».
В марте 2024 года футболист на правах свободного агента присоединился к белорусской «Ислочи», подписав контракт до коцна сезона.

## Достижения
«Шериф»
- Чемпион Молдовы: 2018

## Клубная статистика
| Игровая карьера | Игровая карьера | Игровая карьера | Лига | Лига | Кубок | Кубок | Межд. | Межд. | Др. | Др. |
| --------------- | --------------- | --------------- | ---- | ---- | ----- | ----- | ----- | ----- | --- | --- |
| 2018            | Шериф           | A               | 2    | 0    | —     | —     | —     | —     | —   | —   |
| 2019            | Динамо-Авто     | А               | 19   | 0    | 1     | 0     | —     | —     | —   | —   |
| 2020            | Окжетпес        | А               | 1    | 0    | —     | —     | —     | —     | —   | —   |